# 鹿儿岛短浆蟹
鹿儿岛短浆蟹（学名：Thalamita kagosimensis）为梭子蟹科短浆蟹属的动物。分布于日本以及中国大陆的南沙群岛等地，生活环境为海水，一般生活于水深 10-53米以及岩石或泥质沙底。其生存的海拔范围为-53至-10米。该物种的模式产地在日本鹿儿岛。